# Лондейл (град, Калифорния)
Лондейл (на английски: Lawndale) е град в окръг Лос Анджелис, щата Калифорния, САЩ. Лондейл е с население от 31711 жители (2000) и обща площ от 5,12 km². Намира се на 18 m надморска височина. ЗИП кодовете му са 90260, 90261, а телефонният му код е 310/424.